# Parafia św. Jana Pawła II w Krakowie
Parafia św. Jana Pawła II w Krakowie – parafia rzymskokatolicka należąca do dekanatu Kraków – Salwator archidiecezji krakowskiej przy ulicy M. Bobrzyńskiego w Krakowie-Ruczaju.

## Historia parafii
Rektorat został powołany przez kardynała Stanisława Dziwisza 1 lipca 2011 roku poprzez wydzielenie części obszaru parafii Matki Bożej Królowej Polski w Kobierzynie. 13 maja 2016 roku ksiądz kardynał Metropolita Krakowski Stanisław Dziwisz wydał dekret erygujący z istniejącego rektoratu parafię św. Jana Pawła II w Krakowie.

## Zasięg parafii
Ulice: Zachodnia (numery nieparzyste); Zalesie (od ul. Zachodniej do ul. Kobierzyńskiej); Jahody; Gutenberga; Drukarska; Kobierzyńska (nieparzyste od nr. 115 do ul. Szuwarowej); Wiśniewskiego; Przemiarki; Raciborska; Szuwarowa; Chmieleniec; Bobrzyńskiego (od ul. Zachodniej do ul. Chmieleniec).

## Proboszczowie
- ks. Franciszek Gruszka (2016–2020)
- ks. Tomasz Pilarczyk (od 2020)